# 17 Comae Berenices
17 Comae Berenices, eller AI Comae Berenices, är en roterande variabel av Alfa2 Canum Venaticorum-typ (ACV) och Delta Scuti-typ (DSCT:) i stjärnbilden Berenikes hår.
17 Com varierar mellan visuell magnitud +5,23 och 5,4 med en period av 5,0633 dygn.